# القبيلة المفقودة (فلم)
القبيلة المفقودة (بالإنجليزية: The Lost Tribe) هو فيلم رعب تم إنتاجه في الولايات المتحدة وصدر سنة 2009 بطولة إيميلي فوكسلر ونيك مينيل ومن إخراج رويل ريني.

## القصة
بعد تحطم قارب، تقطعت السبل بمجموعة من الأصدقاء في جزيرة مجهولة حيث يواجهون قبيلة قديمة من المخلوقات البشرية.

## روابط خارجية
- مقالات تستعمل روابط فنية بلا صلة مع ويكي بيانات